# Temple de Jupiter capitolin
Ne doit pas être confondu avec le Capitolium Vetus, le premier temple de Rome dédié à la triade capitoline, situé sur le Quirinal.
Le temple de Jupiter capitolin (en latin Aedes Iovis Optimi Maximi Capitolini) est un des plus anciens édifices religieux de la Rome antique.
Il s'agit du principal temple du souverain céleste du panthéon romain, Jupiter. Il est situé sur le sommet du Mons Capitolium, ou Capitole, colline au pied de laquelle, selon les récits de fondation de la ville, Romulus décida de bâtir Rome après avoir proclamé que cette hauteur serait lieu d'asylum pour tous les volontaires du Latium qui souhaiteraient participer à la fondation de la cité.
Ce temple, appelé le temple de Jupiter Très Bon et Très Grand, était dédié à la triade capitoline, ensemble de trois divinités formé par Jupiter, Junon et Minerve. Par commodité, on parle le plus souvent, par abréviation, de « temple de Jupiter » ou « temple de Jupiter Capitolin ». Ses vestiges ont été trouvés sous le musée du Capitole lorsqu'une nouvelle salle, appelée aujourd'hui l'exèdre de Marc-Aurèle, fut créée. Il s'agit du plus important édifice cultuel de la religion romaine antique. Il était entouré de nombreux autres temples, enclos sacrés et sanctuaires, qui définissent la fonction principale du Capitole dans l'Antiquité : un centre religieux de la plus haute importance symbolique pour la cité romaine. Incendié à plusieurs reprises, dont une fois avec les livres sibyllins offerts à Tarquin le Superbe par la sibylle de Cumes, il fut à chaque fois reconstruit toujours plus somptueux. Selon Filippo Coarelli, son édification reflète la volonté des souverains étrusques (voir aussi lien Étrusque) de déplacer sur Rome le centre politique de la Ligue latine par un temple prestigieux concurrençant le sanctuaire fédéral de la Ligue, le sanctuaire de Jupiter Latiaris, situé à Nemi (Italie) dans les monts Albains.

## Origines du temple et fonctions principales

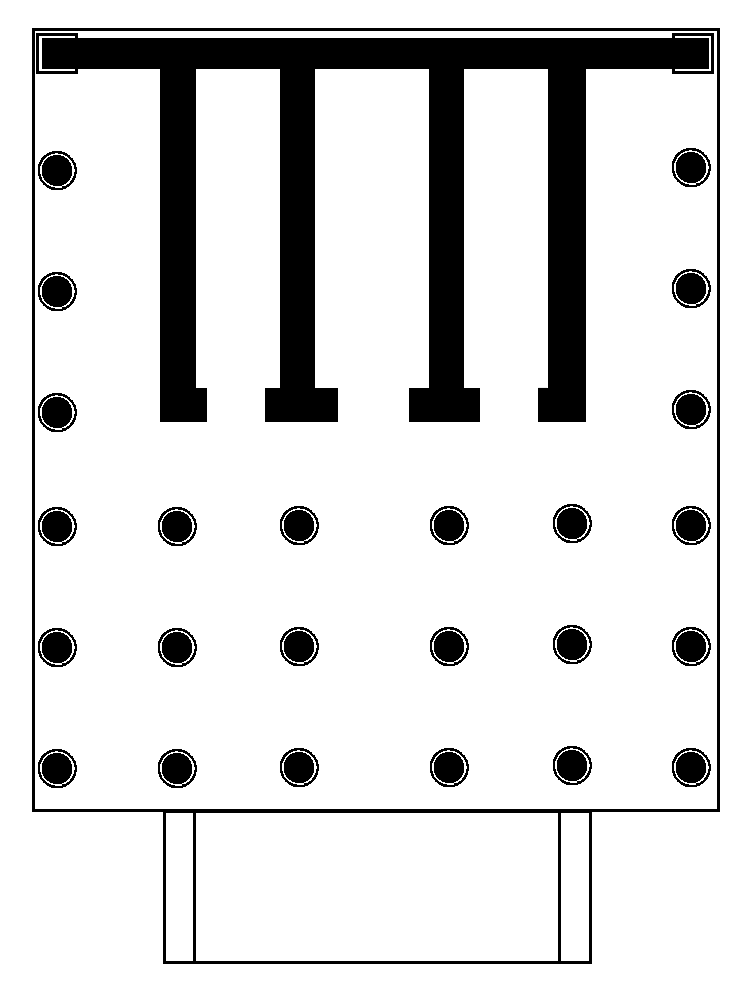
Plan supposé de l'édifice. Seule l'extension du périmètre est archéologiquement prouvée

### Une fondation archaïque majeure
Le temple de Jupiter capitolin fut pendant plusieurs siècles le plus grand temple non seulement de Rome mais d'Italie.
Selon la tradition littéraire, Tarquin l'Ancien aurait émis le vœu de construire le temple en combattant les Sabins et en aurait fait commencer les fondations. Mais la majeure partie de sa construction aurait été faite par Tarquin le Superbe, qui l'aurait presque achevé.
Le temple fut construit sur un site comportant d'autres lieux de culte et sanctuaires datant de l'époque royale, comme le sanctuaire de Jupiter Férétréen ; certains de ces anciens lieux de culte furent incorporés dans le nouveau temple,,,,,. Selon Tite-Live, il fallut ainsi procéder à une cérémonie menée par les augures pour demander la permission aux dieux antérieurement établis sur la colline de les déplacer. Selon la légende, seuls les dieux Terminus et Juventas refusèrent d'être délocalisés, et furent donc intégrés au temple de Jupiter. Le refus de Terminus fut interprété comme un signe positif, puisqu'il était le dieu des bornes, des frontières et des limites sacrées.
La dédicace du temple est effectuée selon Tite-Live le 13 septembre 509 av. J.-C., première année de la République romaine, et est menée par Marcus Horatius Pulvillus,,,,. Si l'on considère qu'il fut effectivement commencé au VIe siècle av. J.-C. la date de sa dédicace effective est remise en question en ce qu'elle coïncide opportunément avec la fondation de la République romaine : ainsi, ce sanctuaire n'est plus l'incarnation de l'œuvre édilitaire des rois mais est un temple consacré par des magistrats romains. La date de 509 aurait été élaborée a posteriori par les historiens romains de l'Antiquité pour ne pas accorder un crédit trop grand aux derniers souverains étrusques de Rome. Selon Denys d'Halicarnasse, le temple fut consacré en 507 av. J.-C., dédié dès les origines à la triade capitoline.
Le temple semble avoir acquis très tôt une certaine renommée à l'échelle du Latium. En 495 av. J.-C., selon Tite-Live, les Latins offrent une couronne d'or au temple en remerciement de la libération des 6000 prisonniers latins faits par Rome.

### La construction
Les soubassements du temple, réalisés en capellaccio, témoignent d'une entreprise résolument colossale, sur plusieurs décennies. Sa décoration primitive est confiée à un artisan étrusque, le semi-légendaire Vulca.
Le plan du podium est de forme quasiment quadrangulaire, de 60 × 60 m environ - bien que ces dimensions soient l'objet de débats entre spécialistes,. Il présentait une architecture et un plan aérostyle (des colonnades largement espacées, donnant l'impression d'une forêt aérée) de type "étrusco-italique" (présentant ainsi un podium à escalier frontal, un plan non pas périptère mais périptère sine-postico, une cella triple), témoignage de la mainmise culturelle et de l'influence de ce peuple sur Rome à l'époque royale et archaïque. Sa décoration, sa toiture, ses reliefs et sculptures en terre cuite dont de nombreux fragments ont été découverts, sont réputés être aussi l'œuvre du sculpteur de Véies, Vulca, à l'instar du groupe statuaire de l'Apollon de Véies.
De fait de ses dimensions et de l'ampleur de l'édifice, le temple de Jupiter Capitolin était assurément l'édifice cultuel le plus important de la jeune cité romaine. Chaque divinité avait sa salle cultuelle, Junon Reine sur la gauche, Minerve sur la droite et Jupiter au centre. Le décor de terres cuites comprenait, en guise d'acrotère faîtier, un quadrige mené par Jupiter. Les statues de culte originelles, faites de la même main, étaient aussi en terre cuite. Parmi les sculptures du fronton, les sources antiques évoquent une statue de Summanus, autre dieu des orages et du tonnerre.
La décoration primitive du temple fut découverte en 2014 lors de fouilles permettant par ailleurs de documenter l'aspect et l'architecture de la première phase de l'édifice. La plupart des éléments de boiserie du temple et sa toiture (corniche rampante, larmiers, antéfixes, chapiteaux des colonnes) étaient recouverts d'une riche décoration de terre cuite géométrique polychrome, d'après le système de décoration appelé "Rome-Veii-Velletri". L'édifice par son ampleur et son décor fut probablement assez tôt un modèle pour l'architecture religieuse de l'Italie centrale. Les fouilles récentes ont permis de documenter une phase importante de réfection du décor vers le IVe siècle, avec le remplacement de certains éléments endommagés. Les décors endommagés furent enterrés devant le podium.

### Un temple étroitement lié aux victoires militaires
Le temple de Jupiter capitolin, en ce qu'il est le sanctuaire du dieu souverain du panthéon romain, est intimement lié aux rituels de victoires à la guerre, les triomphes. La tradition de commémorer les victoires militaires sur le Capitole remonte selon la tradition littéraire à Romulus, qui y aurait fondé le temple de Jupiter Férétréen afin d'abriter les dépouilles opimes (spolia opima) prises sur Acron, roi de Caenina, et dédiées à Jupiter. Selon la tradition, le site avait été choisi parce qu'il était occupé par un chêne considéré comme sacré. D'après Plutarque, Romulus avait en effet fait abattre un chêne, mais dans le but d'en faire un présentoir digne des spolia opima qu'il souhaite déposer dessus,.
Selon Tite-Live, à l'origine, il s'agissait non pas d'un édifice à proprement parler mais d'un templum, un espace délimité et inauguré, que Romulus dédie afin de pouvoir y déposer les dépouilles opimes. Cette cérémonie instaurée par Romulus ne se serait répétée que deux fois dans toute l'histoire romaine. Une première fois, en 437 av. J.-C., quand Aulus Cornelius Cossus réussit à faire tomber de son cheval, lors d'un combat singulier, le roi de Véies Lars Tolumnius, et à le frapper au sol. Prenant possession de sa cuirasse de lin en guise de trophée, il décapita le souverain adverse et parada avec sa tête au sommet d'une pique, causant la retraite des ennemis. Cossus dédia par la suite la panoplie de son ennemi défait au temple de Jupiter Férétréen, accolé au temple de Jupiter Capitolin. Cette dépouille était toujours visible à l'époque d'Auguste. La deuxième fois se produisit en 222 av. J.-C. lorsque Marcus Claudius Marcellus rapporta les dépouilles opimes prises sur Viridomaros, roi des Insubres. Toutefois, l'historicité de l'épisode de 437 av. J.-C. est sujette à caution, le statut juridique de Cossus lors de la dédicace, simple tribun militaire, n'étant a priori pas compatible avec le déroulement de la cérémonie. C'est dans ce temple de Jupiter Férétréen, accolé au temple de Jupiter Capitolin, que les Fétiaux, prêtres chargés de déclarer la guerre aux ennemis de Rome, déposent leurs instruments rituels dont un sceptre et un couteau qui est utilisé lors des sacrifices.
De fait, le temple de Jupiter capitolin fut tout au long de son histoire le lieu d'aboutissement de toutes les cérémonies triomphales militaires de l'armée romaine. Tous les généraux victorieux qui se voyaient accorder un triomphe terminaient le parcours de la procession sacrée par un grand sacrifice à Jupiter sur le Capitole, après avoir remonté la Via Sacra et traversé le pomérium, le Forum, et monté le clivus capitolinus avec leurs armées et les prises de guerre réalisées au cours de la campagne couronnée de succès.
En 179 av. J.-C., ses murs et ses colonnes furent à nouveau couverts de stuc et une copie de l'inscription dédicatoire du temple des Lares Permarini, de Lucius Aemilius Regillus, fut placée sur sa porte. Peu de temps après, sa cella fut carrelée de mosaïque. En 142 av. J.-C., son plafond fut doré.
| Plan intemporel du Capitole antique |
| --- |
| \| Aire · Capitoline Arx Forum · Romanum Forums · impériaux Vélabre Temple de · Jupiter · capitolin Tabularium Temple de · Junon · Moneta Théâtre de · Marcellus Forum · Holitorium Temple de · Bellone Temple de · Jupiter Férétrien Temple de · Véiovis Auguraculum Iseum Temple de · Jupiter Custos (?) Temple de la · Concorde (?) Temple de · Jupiter Conservator Casa Romuli Autel Tensarum Temple de · Jupiter · Tonnant Clivus · Capitolinus Centus · Gradus Porta Pandana Temple de · Janus Temple de · Junon Sospita Temple de · Spes Temple · d'Auguste Asylum Inter duos lucos Vicus · Iugarius Champ · de Mars Portique · des Dieux · Conseillers Temple de · Vespasien Temple de la · Concorde Tullianum Clivus · Argentarius Temple de · Vénus · Érycine Temple de · Mens (?) Temple de · Fides (?) Temple · d'Ops (?) Arc · de · Scipion Temple de · Saturne Basilique · Julia T. de Vénus · Victrix (?) T. du · Genius publicus · populi Romani (?) T. de Fausta · Felicitas (?) \| |
| Aire · Capitoline Arx Forum · Romanum Forums · impériaux Vélabre Temple de · Jupiter · capitolin Tabularium Temple de · Junon · Moneta Théâtre de · Marcellus Forum · Holitorium Temple de · Bellone Temple de · Jupiter Férétrien Temple de · Véiovis Auguraculum Iseum Temple de · Jupiter Custos (?) Temple de la · Concorde (?) Temple de · Jupiter Conservator Casa Romuli Autel Tensarum Temple de · Jupiter · Tonnant Clivus · Capitolinus Centus · Gradus Porta Pandana Temple de · Janus Temple de · Junon Sospita Temple de · Spes Temple · d'Auguste Asylum Inter duos lucos Vicus · Iugarius Champ · de Mars Portique · des Dieux · Conseillers Temple de · Vespasien Temple de la · Concorde Tullianum Clivus · Argentarius Temple de · Vénus · Érycine Temple de · Mens (?) Temple de · Fides (?) Temple · d'Ops (?) Arc · de · Scipion Temple de · Saturne Basilique · Julia T. de Vénus · Victrix (?) T. du · Genius publicus · populi Romani (?) T. de Fausta · Felicitas (?)       |

## Phases ultérieures et reconstructions

### Le premier incendie (83av. J.-C.)
Le premier temple brûla le 6 juillet 83 av. J.-C.,,,,,,, avec la statue de Jupiter, et les livres sibyllins qui avaient été offerts à Tarquin le Superbe par la sibylle de Cumes et étaient gardés dans un coffre en pierre, mais le trésor du temple fut mis en sécurité à Préneste par Marius le Jeune.

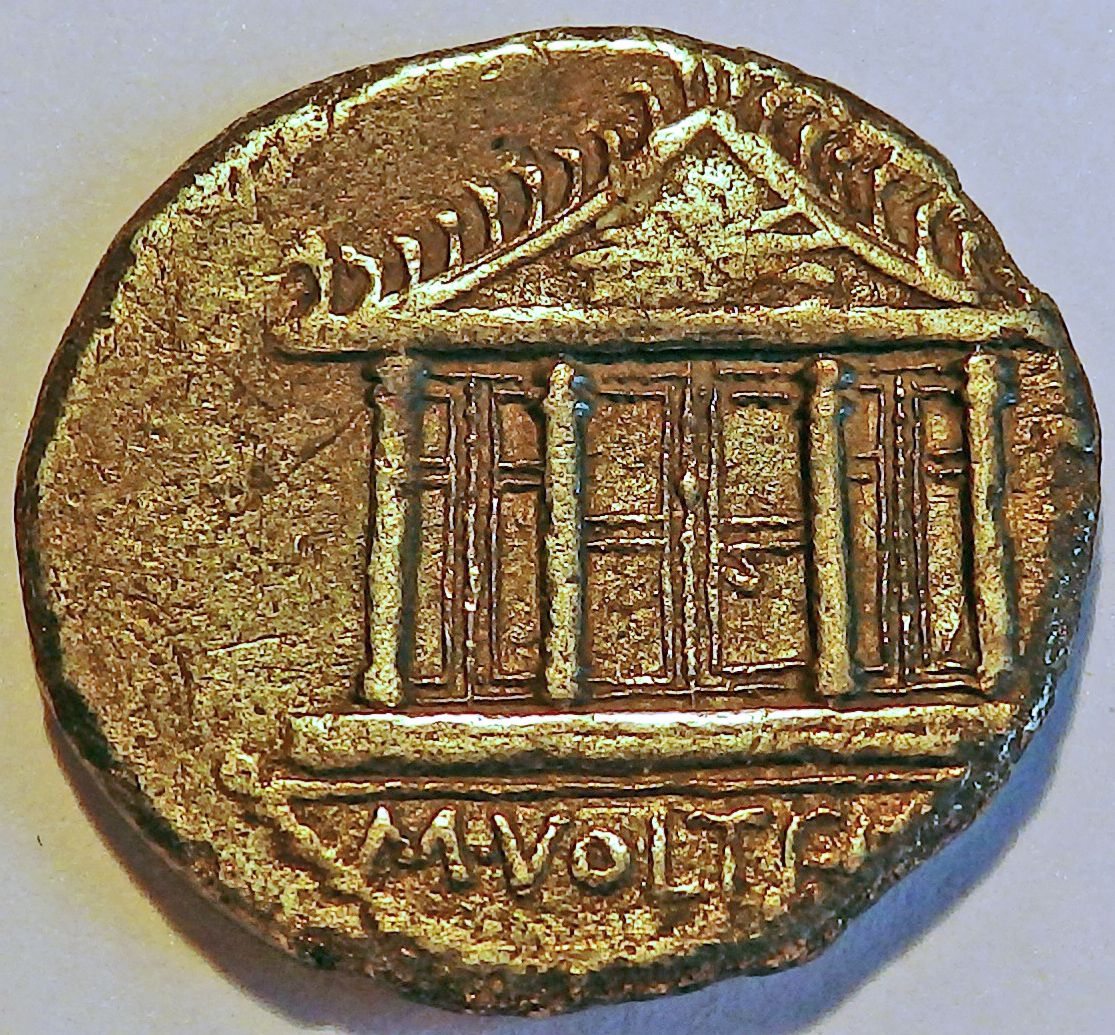
Denier romain de 78 av. J.-C. montrant au revers le second temple.

### La première reconstruction (83–69av. J.-C.)
Sylla entreprend la reconstruction du temple, en confiant le soin à Quintus Lutatius Catulus de présider à la commission chargée des travaux,. D'après Pline l'Ancien, Sylla aurait fait apporter à Rome, grâce à ses campagnes en Orient, les colonnes corinthiennes de marbre blanc de l'Olympiéion d'Athènes. Mais ces colonnes ne semblent pas avoir été utilisées car des pièces de monnaie, datées de 43 av. J.-C., représentent le temple avec des colonnes doriques, et non corinthiennes.
La majeure partie de la reconstruction de la fin de l'époque républicaine se fit sous le patronage et la gestion de Q. Lutatius Catulus, assigné à cette charge par le Sénat dominé par les syllaniens,,,. Les travaux trainèrent en longueur jusque dans les années 60 av. J.-C., à cause des difficultés économiques et de certaines oppositions politiques. Catulus fit dédicacer publiquement le nouveau temple en 69 av. J.-C.,,,. Mais la nouvelle statue de Jupiter ne fut achevée que vers 65 av. J.-C.. Le nom de Catulus fut inscrit au-dessus de l'entrée du temple et y resta pendant quelques décennies. Jules César tenta vers 63 / 62 av. J.-C. de faire poursuivre Lutatius Catulus pour détournement de fonds pendant la reconstruction et de lui retirer la responsabilité symbolique des travaux en faisant retirer la dédicace à son nom sur le temple. Ce n'est que plus tard, qu'une décision du Sénat fit effacer son nom pour y placer celui de César, après la mort du dictateur. Ce dernier nom ne fut finalement jamais inscrit, le temple restant privé de tout nom de restaurateur en dans son inscription dédicatoire.

### Dommages et restaurations (69av. J.-C.–69apr. J.-C.)
La foudre, qui frappait fréquemment le Capitole, endommagea plusieurs fois le temple lui-même par la suite,,.
Auguste le restaura à grands frais, probablement vers 26 av. J.-C., mais sans y inscrire son propre nom. Les Actes des Jeux séculaires de 17 av. J.-C. en font trois fois mention.
De nouvelles blessures par la foudre furent enregistrées en 9 av. J.-C. et en 56 apr. J.-C..

### Le deuxième incendie (69apr. J.-C.)
En 69 apr. J.-C., le deuxième temple brûla lorsque le Capitole, sur lequel Titus Flavius Sabinus, préfet de la Ville et frère aîné de Vespasien, s'était réfugié, fut pris d'assaut par les partisans de Vitellius,,,,.

### Le troisième incendie (80apr. J.-C.)
Le deuxième temple brûla entièrement en 80 apr. J.-C. et un nouveau fut construit par Domitien,,,, bien que les travaux semblent avoir débuté dès 80. Sa dédicace eut probablement lieu en 82 apr. J.-C.. Il surpassait le temple précédent par sa magnificence. C'était un hexastyle aux colonnes corinthiennes de marbre pentélique blanc, un matériau utilisé pour nul autre bâtiment romain. Ses portes étaient plaquées d'or et son toit de tuiles dorées. Les quatre colonnes de bronze, faites des rostres des bateaux capturés à Antium et que Domitien installa in Capitolio, furent peut-être dressées dans ce temple. Son fronton fut orné de bas-reliefs, son apex et ses pignons de statues, comme sur les temples précédents.

### La destruction
En 380, Théodose Ier fait du christianisme la religion officielle de l'Empire romain ; il interdit le culte des idoles et ferme les temples païens.
La destruction du temple débute au début du Ve siècle, lorsque Stilicon ordonna d'arracher les lames d’or qui en ornaient les portes.
Lors du sac de Rome en 455, Genséric enlève la moitié des tuiles dorées.
En 571, Narsès aurait dérobé les statues (ou la majorité d'entre elles).
Au XVIe siècle, les Caffarelli construisent leur palais sur ses ruines. Des recherches archéologiques récentes ont permis de remettre au jour les imposantes fondations de ce temple, qui ont été englobées dans la construction du palais, et sont parfaitement conservées.

## Architecture

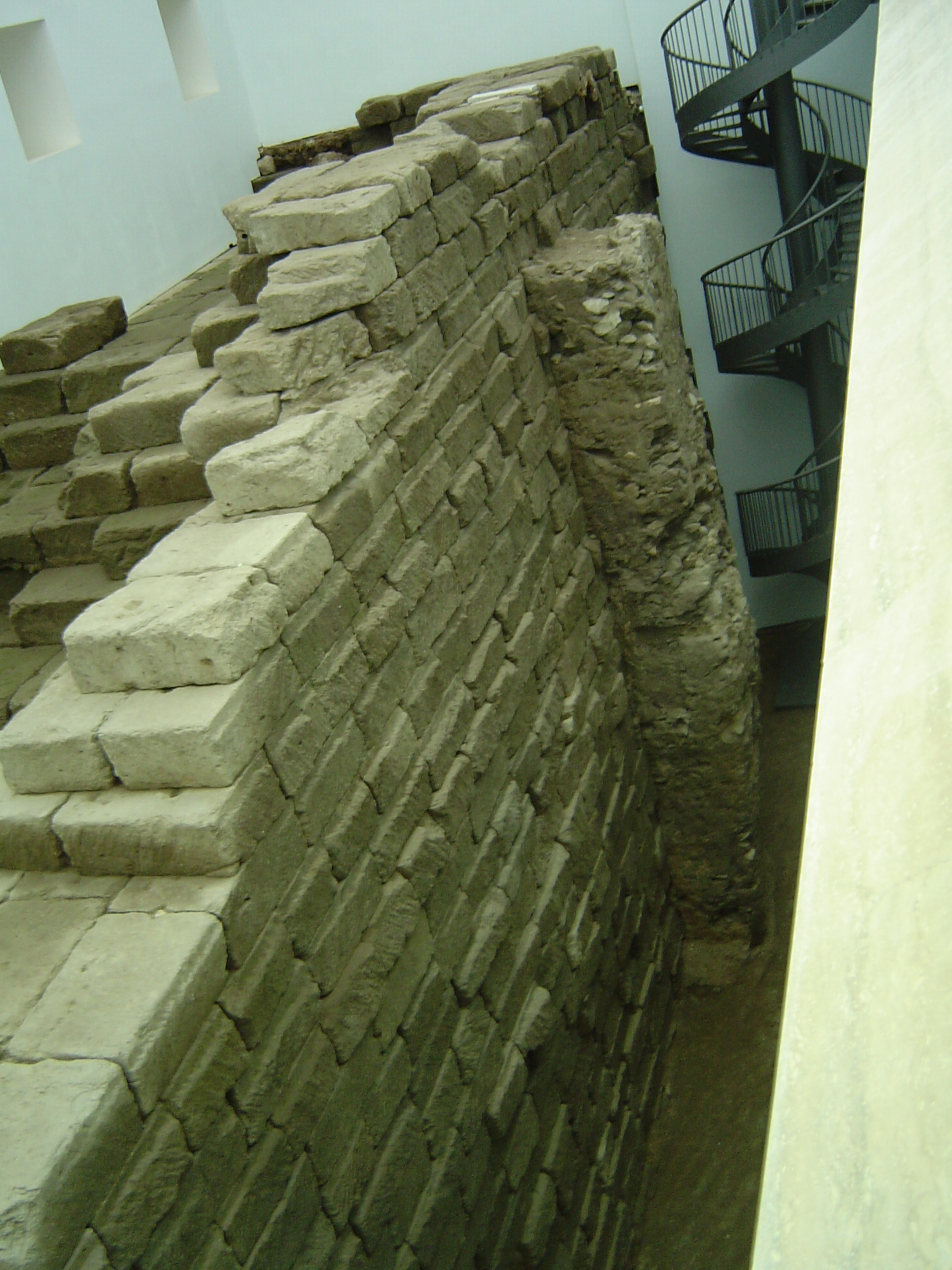
Fondations en tuf du mur de fond, incluses dans le Musée Neuf du Capitole

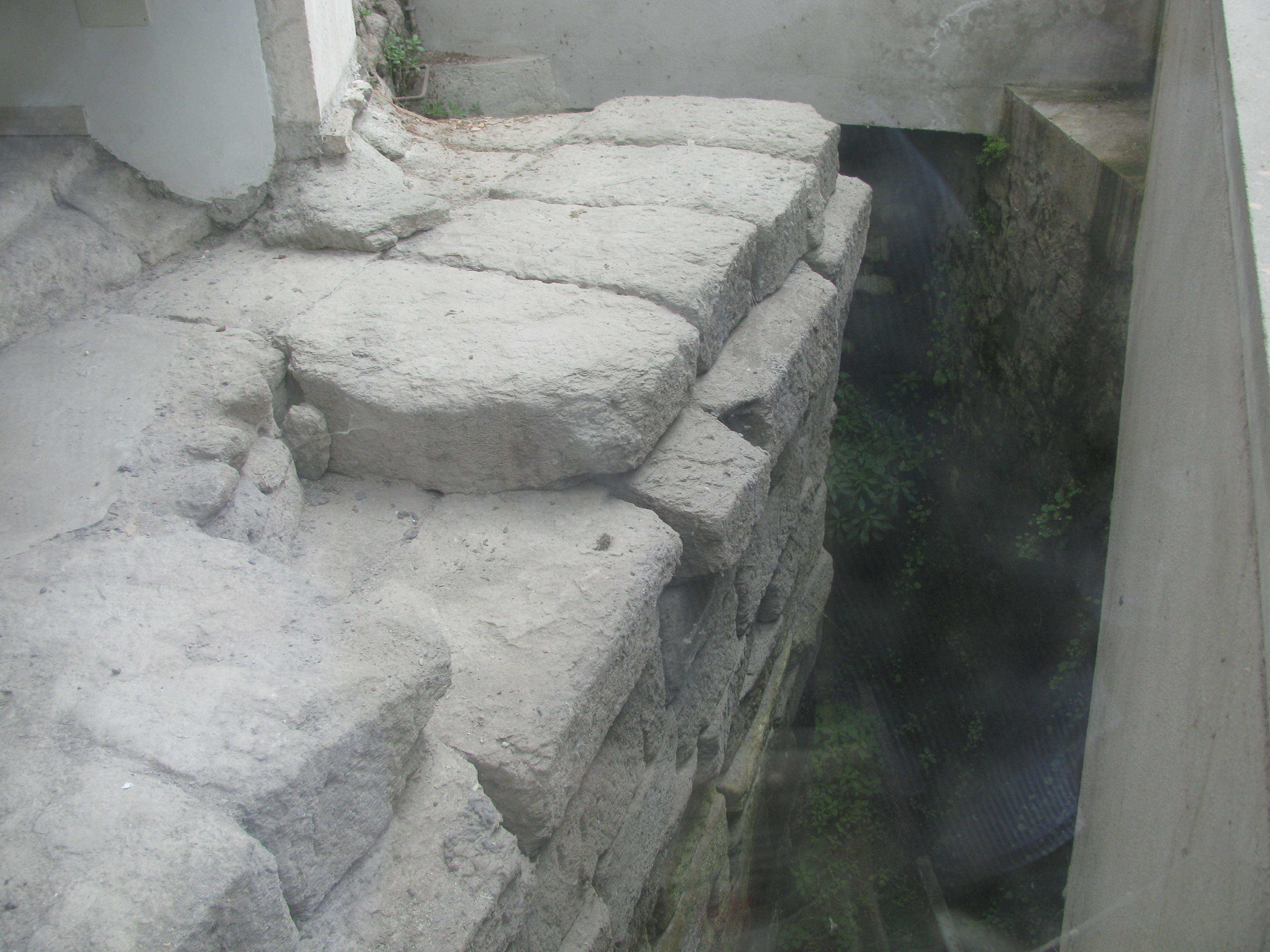
Angle oriental de la façade, fondations en cappellaccio visibles via del Tempio di Giove

Le temple était construit selon une architecture étrusque, avec trois cellæ parce que consacré à la triade capitoline, la cella centrale était dédiée à Jupiter, celle de gauche à Junon, celle de droite à Minerve.
L'édifice orienté selon l'axe nord-sud mesurait environ 53 mètres sur 63 mètres, une dimension imposante. Les vestiges des fondations subsistent en divers points, dont le noyau central à l'intérieur du Musée Neuf du Capitole et l'angle oriental de la façade. Les parois étaient en cappellaccio, tuf volcanique extrait des collines de Rome, matériau en usage à l'époque archaïque (VIIe et Ve siècles av. J.-C.). Il était recouvert de bois et revêtu de plaques de terre cuite.
Lors de la reconstruction de Domitien, les colonnes furent construites en marbre du Pentélique, le toit recouvert de tuiles en bronze doré et les portes de lames en or. Des restes du stylobate et des fragments des colonnes sont conservés dans l'actuel Palais des Conservateurs.
Une partie des fonds destinés à la restauration et à l'entretien du temple provenait de la communauté juive de l'Empire, obligée à partir du règne de Domitien de payer un impôt spécifique, le fiscus judaicus.

## Les statues et le décor en terre cuite
La première statue de Jupiter, œuvre de l'artiste étrusque Vulca de Véies, trônait dans la cella centrale. La statue de Jupiter était vêtue d'étoffes précieuses et le visage était peint en rouge, le foudre était tenu dans la main droite. Une statue chryséléphantine, comme celle de Zeus à Olympie, fut élevée sous Domitien.
Dans les cellæ latérales étaient placées les statues de Junon et de Minerve.
Sur le toit du temple se trouvait un groupe initialement en terre cuite, représentant Jupiter victorieux sur son quadrige. Ce groupe pourrait être aussi l'œuvre de Vulca de Véies (selon Pline l'Ancien). Au-dessus du fronton étaient incorporés des acrotères qui soutenaient au centre le quadrige de Jupiter en bronze. Sur les côtés étaient placés ceux de Minerve et de Mars.

## Personnel religieux affecté au temple
Les Flamen Dialis (prêtres chargés du culte de Jupiter) y célèbrent le culte de « Jupiter Optimus Maximus » : littéralement « Jupiter, le meilleur et le plus grand (ou : "très bon et très grand") ». En effet, on distingue plusieurs formes du pouvoir de Jupiter, notamment le tonnerre et la foudre ; dans le cas du temple de Jupiter Capitolin, c'est le souverain des dieux, le plus grand des héliopolitains qu'on célèbre, le sommet de la triade capitoline (comportant aussi Junon et Minerve). C'est pour cette raison que ce temple fut toujours l'objet d'une particulière attention du pouvoir romain.

## Galerie

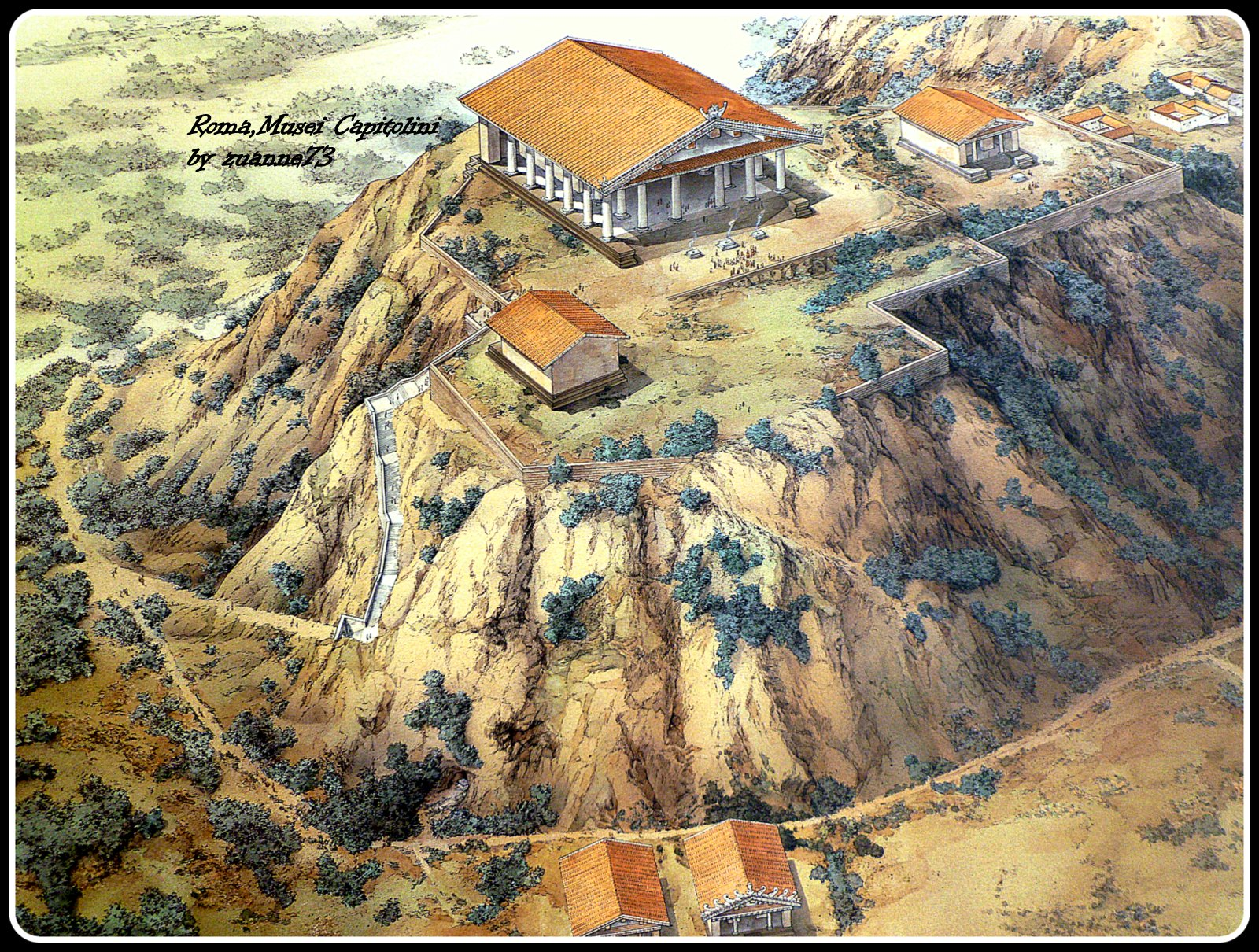
Vue d'artiste du Capitole avec ses premiers temples
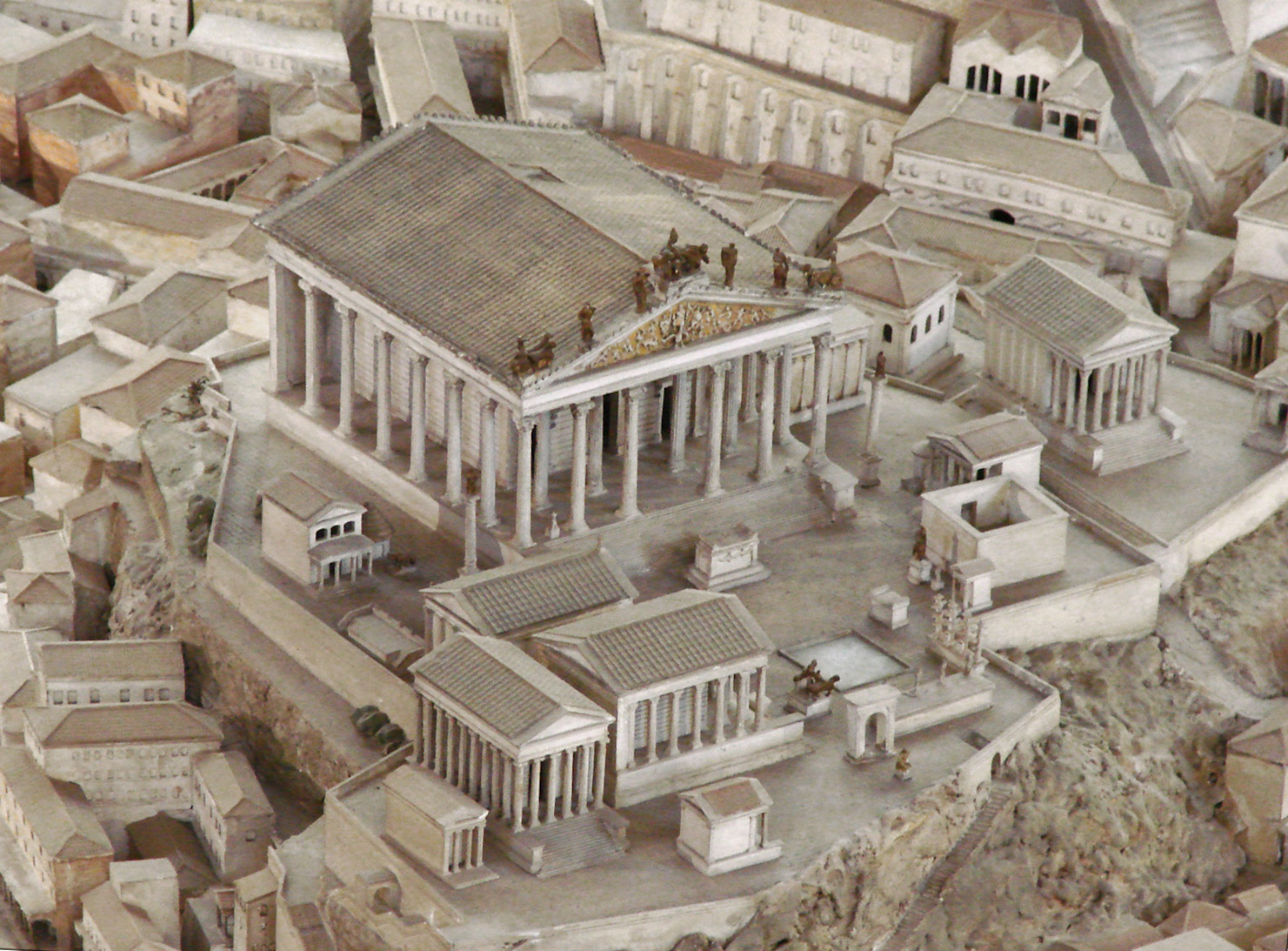
Maquette de Rome - détail du Capitole et du Temple de Jupiter
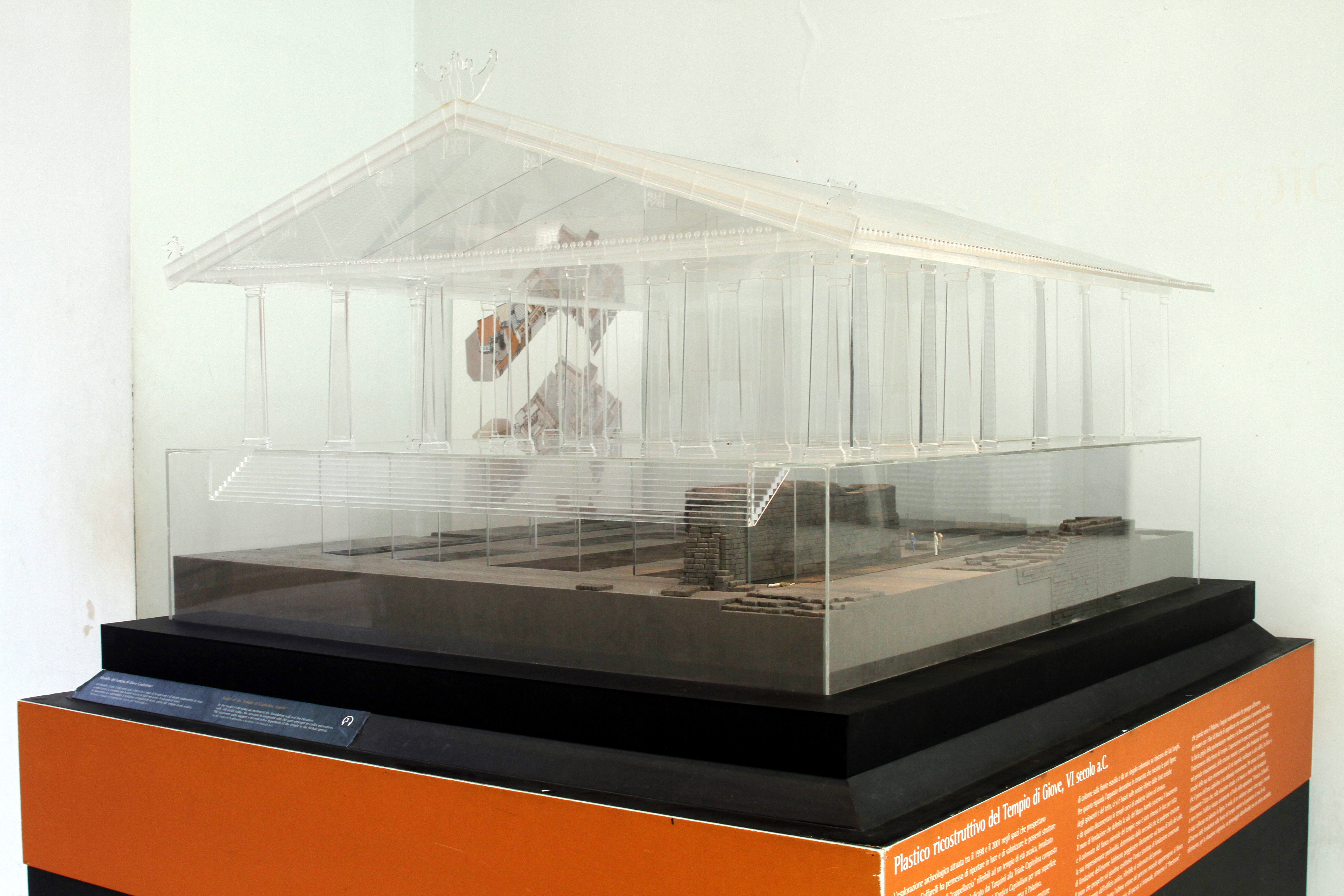
Maquette simulant l'élévation du temple de Jupiter par rapport aux soubassements découverts par la fouille
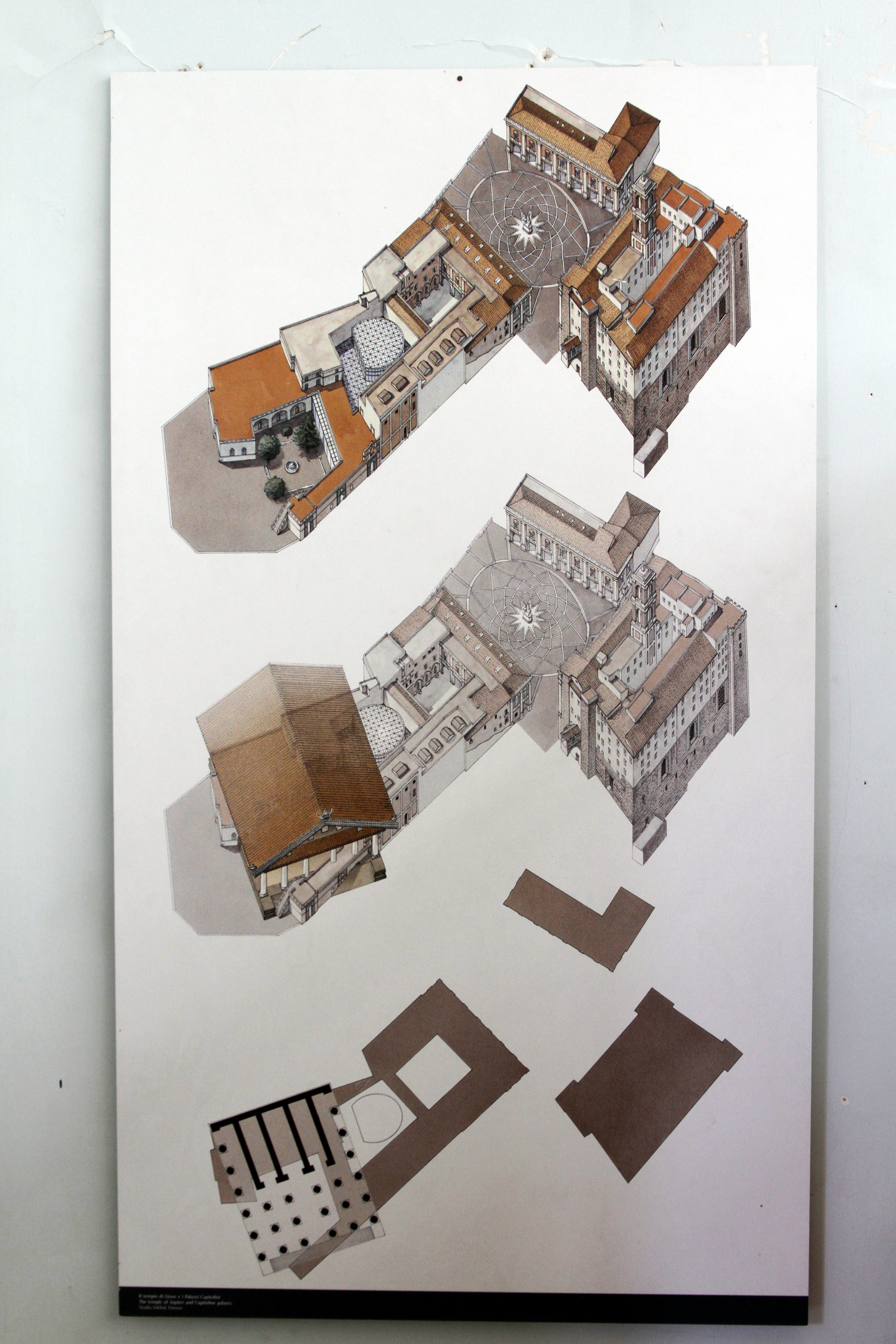
Diagramme montrant la position des vestiges du temple dans les Musées Capitolins